# Lycodes tanakae
Lycodes tanakae es una especie de pez de la familia de los Zoarcidae en el orden de los perciformes.

## Morfología
Los machos pueden llegar a alcanzar los 88 cm de longitud total y 1900 g de peso.

## Hábitat
Es un pez de mar y de aguas profundas que vive entre 10-1100 m de profundidad.

## Distribución geográfica
Se encuentra en los mares del Japón y del Ojotsk.

## Observaciones
Es inofensivo para los humanos. 